# محمد عساف
محمد عساف هو مغنٍ فلسطيني بدأ الغناء في سن مبكرة، وظهر في عدة أغاني مصورة له، بدأت شهرته تزداد بعد أن فاز في برنامج أراب آيدول في موسمه الثاني، على قناة ام بي سي 1، وكان له حضور متميز في عدة مهرجانات، حيث شارك بأغنية في افتتاح كأس العالم 2014 وأنتج عنه فيلم الآيدول في عام 2016.

## مشواره الفني
بدأ مشواره الفني منذ أن كان طفلاً، عندما شارك في أوبريت «طلائع فلسطين»، والذي غنى فيه من أجل حق الأطفال في التعليم.
تأثر بالأغاني الوطنية منذ الصغر حيث غنى لفلسطين أغنية «شدي حيلك يا بلد» عندما كان في الحادية عشر من عمره.
أما الأغنية الأكثر شهرة «علّي الكوفية» التي غناها عندما كان في الـ 16 من عمره، والتي أصبحت إحدى أغاني التراث الفلسطيني الثورية وفي فترةٍ قياسية أصبحت هذه الأغنية من أكثر الأعمال المذاعة والمحبوبة لدى الشعب الفلسطيني.
سبق أن شارك في برنامج نيو ستار بفلسطين، والذي كان يغني فيه للجنة التحكيم عن بعد وذلك بسبب تعذر حضورة لأستوديوهات البرنامج نظرا لحصار غزة.
أما المشاركة التي تعتبر غيرت مجرى حياته فهي مشاركته في أراب آيدول. فقد أبهر لجنة التحكيم في كافة مراحل المشاركة، خاصة في مرحلة الاختبار الأولى والتي تمكن من اللحاق بها في تجارب الأداء في مصر، إذ أنه كان مهدداً بعدم تمكنه من المشاركة بالبرنامج بسبب تعرضه لمشاكل على الحدود واضطرار الحكام إلى انتظاره لساعات طويلة.
ومنذ بدء بث برنامج أراب آيدول، تمكن عساف من خطف أنظار الجماهير العربية بأدائه الرائع واشاد الجميع بصوته وراهنوا على فوزه
وبعد مشوار طويل ومنافسة شديدة بين المشتركين الثلاث اختاره الجمهور نجماً للبرنامج بالمركز الأول بأكثر من 68 مليون صوت
من جميع أنحاء الوطن العربي وتوّج نجم أراب آيدول بموسمه الثاني.
فوز عساف لم يكن بالأمر الهين حيث ضجت شوارع فلسطين فرحا بفوز ابنها، وضجت مواقع التواصل الاجتماعي بسيل من التعليقات أطلقها مجموعة من الفنانين والإعلاميين والممثلين باركوا فيها لعساف بفوزه ولفلسطين بفوز ابنها بلقب اراب آيدول.
كما تداولت خبر فوزه كثير من الجرائد والقنوات والمواقع العالمية كموقع ياهو، وقناة بي بي سي فارسي وعربي، وقناة صوت أمريكا، وقناة العربية، والجزيرة. وأيضا المواقع الأيرانية مثل موقع بالاترين وعصر إيران، ثم انطلق في مشواره الفني الذي تكلل بنجاح ألبوماته الغنائية واستضافته على كبرى المسارح لإقامة مهرجانات دولية بمشاركة فرقته الموسيقية بقيادة المايسترو يعقوب الأطرش.

## حياته الخاصة
وكان لعساف تجربة ارتباطٍ رسمي فاشلة عام 2016، فقد جمعته خطوبة لم تستمر طويلًا بالإعلامية الفلسطينية “لينا القيشاوي”، التي تعمل حاليًا مذيعة في قناة الجزيرة.
تزوج عساف في أغسطس 2020 بفتاة من خارج الوسط الفني تُدعى ريم عودة، تحمل الجنسية الفلسطينية والدنماركية، ولهما ابن اسمه ريان.

## تأثيره
نشر رئيس الوزراء الفلسطيني السابق سلام فياض عبر صحفته الرسمية على موقع الفيسبوك نداءً للشعب الفلسطيني بالتصويت لدعم مواطنه، الشاب محمد عساف، المشترك في الموسم الثاني من أراب آيدل. وعلّقت بعض الصحف عن أوجه الشبه بين الرئيس المستقيل والمشترك الطموح وقد حضر نجل الرئيس محمود عباس الحلقات المباشرة في استوديوهات MBC في بيروت، لبنان لمتابعته ودعمه.

## تغطية اعلامية
نشرت خبر فوز محمد عساف كثير من الجرائد والقنوات والمواقع العالمية كموقع ياهو، وقناة بي بي سي فارسي وعربي، وقناة صوت أمريكا والعربية  والجزيرة.
أيضاً نُشر خبر فوز محمد عساف في المواقع الأيرانية مثل موقع بالاترين وعصر إيران.

## محمد عساف واحتفاله بغزة
أكد الفنان الفلسطيني و«محبوب العرب» محمد عساف، أن الحكومة المقالة التي تديرها حركة حماس في غزة، منعته من إقامة الحفلات في القطاع

## مشاركته في أوبريت عن تاريخ الإسلام
شارك محمد عساف في عام 2014 في أوبريت «عناقيد الضياء»، وهو أوبريت مسرحي مدته 90 دقيقة يروي السيرة النبوية، كتب كلماته الشاعر السعودي عبد الرحمن العشماوي ولحنه الفنان البحريني خالد الشيخ، وأدى التوزيع الموسيقي وقيادة الأوركسترا الملحن الألماني شتاينهويزر [الإنجليزية]، وقد شارك فيه أكثر من 200 ممثل من مختلف أنحاء العالم بينهم حسين الجسمي ولطفي بوشناق وعلي الحجارومحمد عساف.

## غناءه في كأس العالم لكرة القدم 2014
أرسل جوزيف بلاتر، رئيس الاتحاد الدولي لكرة القدم، خطابا إلى جبريل الرجوب، رئيس الاتحاد الفلسطيني للتأكيد على مشاركة محمد عساف بالغناء خلال مونديال 2014، وأعاد عساف نشر تغريدة بلاتر، رئيس الاتحاد الدولي لكرة القدم «(فيفا)»، وكان مفادها أن المطرب الفلسطيني الشاب سيغني أثناء الافتتاح الرسمي لكونجرس الفيفا في مدينة ساو باولو البرازيلية في شهر يونيو من عام 2014.
صوت محمد عساف كان الناطق العربي الوحيد الذي غني في حفل كونغرس الفيفا 64 في مدينة ساو باولو البرازيلية، بحضور رئيسة البرازيل ديلما روسيف، ورئيس الـ "فيفا" جوزيف بلاتر، والأسطورة الكروية رونالدو. عساف قدم أغنيته «يلاّ يلاّ» التي "تم التحضير لها وإطلاقها خصيصاً للمناسبة، ليكون بذلك أول مطرب عربي على الإطلاق يشارك في افتتاح حفل عالمي تابع لـ "الفيفا"، في إطار تنظيم كأس العالم لكرة القدم 2014 في البرازيل. وقد أثار محمد عسّاف خلال تقديمه الأغنية عاصفةً من الحماسة، وذلك برفقة نخبة من الموسيقيين والعازفين البرازيليين، الذين حرصوا على إضفاء طابع موسيقى "الفيوجن"، مانحين الأغنية لمسات برازيلية موسيقية خاصة بحسب ما أفادت الشركة في بيان تلقت سي إن إن العربية نسخة منه.
أغنية «يلاّ يلاّ»، التي ساهم جمهوره في كتابة كلماتها وتابعها الملايين في العالم عبر البث الإلكتروني المباشر على الإنترنت، أشرف على إنتاجها الموسيقي العالمي المشهور رودني جيركينز، فيما تعاون على وضع ألحانها وكتابة كلماتها المؤلّف الموسيقي ميشال فاضل، والشاعر نزار فرنسيس.

## ألبومات
- 2013: الغربة [17]
- 2014:عساف
- 2017: ما وحشناك
- 2021: قصص عن فلسطين
  - ميدلي فلسطين
  - يا بنات بلادنا
  - ليّا وليّا
  - بحرك غزة
  - يا رام الله اليوم
  - عاش الحلو
  - على الحارة

## أغاني مصورة
- ياهالعرب
- يا حلالي يا مالي
- لوين بروح
- ايوة هغني
- سيوف العز
- ما وحشناك
- راني مع فضيل
- Roll With It مع مساري
- سلام الله
- دلع دلعونا
- فلسطين أنتِ الروح (كلمات: سامي عفانة، ألحان: محمد المدلل)، 2021

## أغاني فردية
- علي الكوفية
- كل ما اقول خلص هنساها
- يا بلدي اجوكي احبابك
- الغربة
- كفاية تندم[18]
- يمكن تجيني في احلامي
- راجعين يا وطن
- Assaf360
- يا أبو حسين
- ارفع راسك
- يا يمّه هادي رجالك
- سيوف العز
- لوين بروح
- جراح
- شو بتخبرونا
- ايوه هغني
- ورد الأصايل
- من الشبة بيخلق أربعين
- يا بنية
- تعا نقعد
- ياحلالي يا مالي
- متمسك بيكي
- فلي بلا ماتحكي
- دمي فلسطيني
- بزعل على مين
- يلي القمر
- عالومة عالومة
- ذكريتنا الحلوة
- انا مش هفرض نفسي
- حكايتي معاه
- راني
- على هذه الأرض
- ما وحشناك
- بدّك عناية
- مكانك خالي
- Roll With It
- بصراحة
- كرمالك أنت (تتر مسلسل عروس بيروت)
- شهالحلاوه
- دلع دلعونا
- سلام الله
- فلسطين أنتِ الروح
- مرايتك
- ارفع راسك
- الحلزونة[19]

## أغانيه: ببرنامج اراب ايدول
| التصفية              | الأغنية                    | المطرب الأصلي    |
| -------------------- | -------------------------- | ---------------- |
| التجارب (مصر)        | صافيني مرة                 | عبد الحليم حافظ  |
| الأولى (لبنان)       | شو جابك عاحينا             | ملحم زين         |
| الثانية (لبنان)      | يا طير الطاير              | تراث فلسطيني     |
| الثالثة (مصر)        | على حسب وداد               | عبد الحليم حافظ  |
| الرابعة (لبنان)      | يا ريت فيي خبيها           | راغب علامة       |
| الخامسة (لبنان)      | قتلوني عيون السود          | وديع الصافي      |
| السادسة (لبنان)      | الزينة لبست خلخالا         | سمير يزبك        |
| السابعة (مصر)        | عنابي                      | كارم محمود       |
| الثامنة (لبنان)      | I Want It That Way         | باكستريت بويز    |
| التاسعة (مصر)        | لو كنت نسيت (مع سلمى رشيد) | شيرين وتامر حسني |
| العاشرة (لبنان)      | بعاد                       | محمد عبده        |
| الحادية عشرة (لبنان) | صوت الحدى                  | عاصي الحلاني     |
| الثانية عشرة (مصر)   | كل دا كان ليه              | محمد عبد الوهاب  |
| الثالثة عشرة (لبنان) | نمشة ونمشة                 | صابر الرباعي     |
| الرابعة عشر (لبنان)  | يا عينى عل الصبر           | وديع الصافي      |
| الخامسة عشر (لبنان)  | لنا الله                   | محمد عبده        |
| السادسة عشر (لبنان)  | علي الكوفية                | محمد عساف        |
| السابعة عشر (مصر)    | صافيني مرة                 | عبد الحليم حافظ  |
| الأخيرة (لبنان)      | يا دنيا علي اشهدي          |                  |

## الجوائز
- لقب أراب آيدول من إم بي سي.
- سفير النوايا الحسنة لدى الأمم المتحدة.[20]
- سفير فلسطين الثقافي والفني مع مزايا ديبلوماسية منحه إياه الرئيس الفلسطيني محمود عباس
- منحه العضوية الفخرية في مجلس الوحدة الإعلامية العربية.[21]
- ثاني فنان عربي يحصل على مفتاح مدينة لاس فيغاس، نيفادا.[22]
- تكريمه من قبل الهيئة الإدارية للاتحاد العام للجاليات الفلسطينية في أوروبا.[23]
- حصل على جائز الموريكس دور «كأفضل فنان عربي صاعد» 2014
- حصل علي أفضل فنان في الشرق الأوسط عن فئة WORLDWIDE ACT في المرحلة الاولي من فوزه بجائزة إم تي في.
- حصل علي أفضل فنان في الشرق الأوسط والهند وافرقياعن فئة WORLDWIDE ACT في المرحلة الثانية من فوزه بجائزة MTVEMA.[24]
- حصل على جائزة BAMA العالمية أفضل فنان في الشرق الأوسط 2017

## وصلات خارجية
- محمد عساف على موقع IMDb (الإنجليزية)
- محمد عساف على موقع قاعدة بيانات الأفلام العربية
- محمد عساف على موقع ميوزك برينز (الإنجليزية)
- محمد عساف على موقع ديسكوغز (الإنجليزية)
- فيس بوك  على فيسبوك.
- تويتر
- محمد عساف